# Lunella coronata
Lunella coronata là một loài ốc biển, là động vật thân mềm chân bụng sống ở biển thuộc họ Turbinidae, họ ốc xà cừ.
Loài này có kích thước giữa 20 mm và 50 mm. Chúng thường xuất hiện ở biển Đỏ, Ấn Độ Dương ven Kenya, Tanzania, Madagascar, Mozambique và vùng Tây Thái Bình Dương.

## Hình ảnh

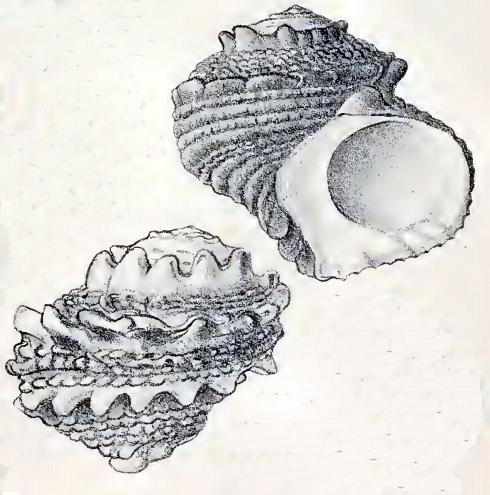
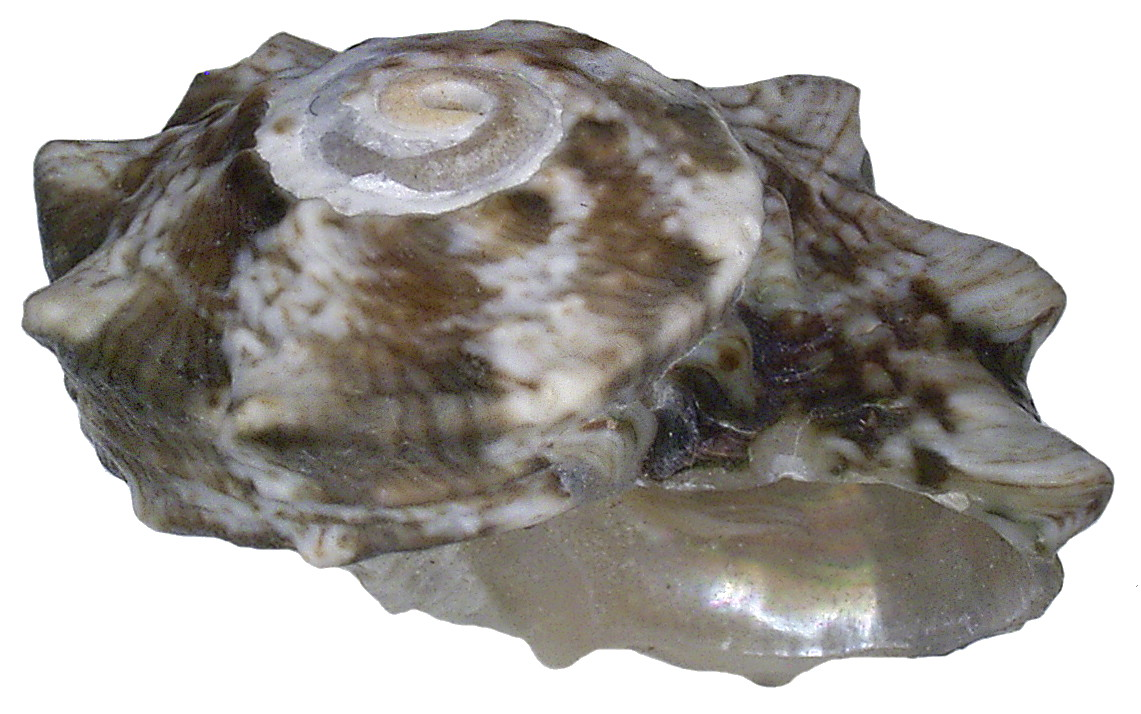